# 姜斌
姜斌（1966年10月—），男，江西鄱阳人，中国自动化专家，南京航空航天大学教授。主要从事故障检测和容错控制及其应用研究。

## 生平
1984年毕业于鄱阳一中。1988年毕业于江西师范大学数学专业，获理学学士学位。1991年毕业于东北大学运筹学与控制论专业，获理学硕士学位。1995年6月毕业于东北大学自动控制系，获工学博士学位。1995年至1998年，在天津大学任教。1998年至2004年，先后在新加坡南洋理工大学、法国里尔科技大学、法国国家科学研究中心和美国路易斯安那州立大学做博士后研究。2004年入职南京航空航天大学，历任自动化学院副院长（2008年－2012年）、院长（2012年－2018年），副校长（2019年－）。
2013年被评为教育部长江学者特聘教授。2018年受聘为济南大学名誉教授。2019年当选中国自动化学会会士、IEEE Fellow。